# عیسی‌قلی احمدی‌نیا
عیسی‌قلی احمدی‌نیا (زاده ۱۳۲۸ ایذه) سیاست‌مدار ایرانی است، که در دوره ششم مجلس شورای اسلامی به‌عنوان نماینده ایذه و باغملک از استان خوزستان در مجلس شورای اسلامی حضور داشت.